# Грејс Џоунс
Грејс Џоунс (енгл. Grace Jones), рођена 19. маја 1948. у Спениш Тауну на Јамајци је америчка певачица, модел и глумица. Њен први велики хит је песма Slave to the Rhythm, а често је певала и на француском језику, у песмама као што су I've Seen That Faces Before (Libertango) (тема из филма Избезумљен) и обради песме Едит Пијаф, La Vie en rose. Значајнији филмови у којима је глумила су Конан уништитељ (енгл. Conan the Destroyer) и Поглед на убиство (енгл. A View to a Kill). Позната је по свом дубоком контраалту, а има два стила певања: причање и певање у којем достиже готово сопран. Највећу славу достигла је осамдесетих, а 2008. године, након 19 година одсуства са музичке сцене, издала је нови албум Hurricane.

## Дискографија
- -{Portfolio (1977)
- Fame (1978)
- Muse (1979)
- Warm Leatherette (1980)
- Nightclubbing (1981)
- Living My Life (1982)
- Slave to the Rhythm (1985)
- Inside Story (1986)
- Bulletproof Heart (1989)
- Hurricane (2008)}-